# Ebbe Gustaf Flensburg
Ebbe Gustaf Flensburg, född den 22 februari 1859  i Lund, död den 4 januari 1919, var en svensk jurist. Han var son till biskop Wilhelm Flensburg. 
Flensburg blev student vid Lunds universitet 1877 och avlade hovrättsexamen där 1880. Han blev vice häradshövding 1884 och kanslist vid Stockholms rådstugurätts aktuariekontor 1897. Flensburg blev stadsnotarie 1898 och rådman 1903 i Stockholm. Han utgav skrifterna Advokaten, Lärobok i lagkunskap och Köpmannens lagbok.
Flensburg var ordförande i målet mot Alfred Ander och blev därmed den siste domare i Sverige som utfärdade en dödsdom som senare kom att verkställas.